# Andreea Stefanescu
Andreea Stefanescu (Iași, 13 dicembre 1993) è un'ex ginnasta rumena naturalizzata italiana, vincitrice della medaglia di bronzo olimpica nel concorso a squadre a Londra 2012.

## Biografia
Comincia a frequentare le palestre rumene fin dall'età di sei anni, dedicandosi alla ginnastica ritmica.
Nel 2006 si stabilisce a Spoleto, in provincia di Perugia. La sua bravura è tale da fare desiderare già nel 2007 che presto le sia concessa la nazionalità italiana, che arriva poco prima delle convocazioni per gli europei del 2008: subito comincia a gareggiare ad alto livello per la squadra junior di questa nuova nazione. Nel 2009, al compimento del 16º anno di età, accede alla categoria senior, in occasione dei Mondiali del Giappone.
Nel 2011 vince l'oro iridato nel concorso a squadre ai Mondiali di Montpellier e due argenti, sempre a squadre.
Ha partecipato ai Giochi della XXX Olimpiade di Londra 2012, durante i quali, assieme alle compagne della nazionale italiana Elisa Blanchi, Romina Laurito, Marta Pagnini, Elisa Santoni e Anželika Savrajuk, ha vinto la medaglia di bronzo nel concorso a squadre.
Nel 2013 insieme alle sue compagne della nazionale (dopo il ritiro delle veterane) partecipa ai Mondiali di Kiev dove vince la medaglia d'argento nel concorso generale e nelle clavette, arrivando però al quarto posto con nastro e palla.
Nel 2014 partecipa agli Europei di Baku, arrivando al secondo posto nel concorso generale a squadre.
Sempre nel 2014 partecipa ai Mondiali di Izmir, dove con la squadra vince la medaglia d'argento nel concorso generale, ma concludendo al quinto posto la finale alle clavette e al quarto posto la finale a palla e nastro.
L'11 aprile 2014 le è stata conferita l'onorificenza di Cavaliere al Merito della Repubblica italiana, per la medaglia di bronzo conquistata a Londra 2012.
Nel 2015 partecipa alla prima tappa di World Cup a Lisbona, vincendo un oro nel concorso generale e uno alla finale cerchi e clavette. Alla World Cup di Pesaro invece vince nel concorso generale la medaglia d'argento, e un altro oro alla finale cerchi e clavette. Partecipa alla world cup di Tashkent collezionando una medaglia di bronzo nella finale di specialità cerchi-clavette.
Grazie alle ottime prestazioni nelle finali di specialità ai cerchi e clavette, durante tutte le tappe del circuito di Coppa del mondo di ginnastica ritmica 2015, per la prima volta nella storia vince l'iridata classifica generale di questa specialità. Viene quindi premiata con la squadra in occasione dell'ultima tappa, a Kazan, quella precedente ai campionati del mondo in programma a Stoccarda.
A fine 2016 si è ritirata dall'attività agonistica.

## Palmarès
- Giochi olimpici

Londra 2012: bronzo concorso a squadre.
- Campionati mondiali

Montpellier 2011: oro nel concorso completo a squadre, argento nei nastri e cerchi a squadre e nella palla a squadre.
Kiev 2013: argento nelle clavette a squadre e nel concorso completo a squadre.
Smirne 2014: argento nel concorso completo a squadre.
Stoccarda 2015: oro nei nastri a squadre, argento nel clavette e cerchi a squadre.
- Campionati europei

Baku 2014: argento nel concorso generale a squadre.
Nižnij Novgorod 2012: bronzo nel concorso generale a squadre e nel nastri e cerchi a squadre.